# Dušan Radović
Duško Radović (Niš, 29. studenog 1922. — Beograd, 29. kolovoza 1984.), bio je srpski pjesnik, pisac, novinar, i TV urednik. Bio je glavni urednik "Pionirskih novina", urednik Programa za djecu Radio Beograda, urednik Programa za djecu Televizije Beograd, urednik lista "Poletarac", novinar "Borbe" i od 1975. godine bio je urednik Studia B. Najširoj publici je poznat po aforizmima kojima je budio Beograđane na valovima radija "Studio B", koji su kasnije objavljeni u tri knjige "Beograde, dobro jutro". U Beogradu se dugi niz godina održava atletska utrka "Sjećanje na Duška Radovića".[nedostaje izvor] Duškov brat je poznati atletski trener Branimir "Brana" Radović.[nedostaje izvor]
Neke od njegovih pjesama su postale hitovi za djecu u izvođenju dječjeg zbora "Kolibri": 
- Mrak
- Šta je na kraju
- Pjesma o mlijeku
- Tatin muzičar
- Zdravica (Sve što raste htjelo bi da raste...)

## Poznatija djela
- Poštovana djeco (1954.), pjesme
- Smiješne riječi (1961.), pjesme
- Pričam ti priču (1963.), pjesme i priče
- Na slovo, na slovo (1963. – 1965.), televizijska serija
- Če, tragedija koja traje (1969. s Matijom Bećkovićem, poema
- Zoološki vrt (1972.), pjesme
- Beograde, dobro jutro 1 (1977.), aforizmi
- Beograde, dobro jutro 2 (1981.), aforizmi
- Ponedjeljak, Utorak, Srijeda, Četvrtak (1983.), poezija i proza za djecu u četiri knjige
- Beograde, dobro jutro 3 (1984.), aforizmi.

Djela ovog autora prevedena su na sve značajnije svjetske jezike.
Radović je dobitnik nekoliko nagrada: Neven, Mlado pokoljenje, Nagrade zmajevih dječjih igara, Nagrade sterijinog pozorja, Sedmojulske nagrade, kao i diplome Međunarodne organizacije za dječju književnost Hans Christian Andersen.

## Poznati aforizmi
- „Roditelji tucite svoju djecu čim vidite da liče na vas.“
- „Teško je biti dijete i biti dobar.“
- „Ako riješite sve probleme svoje djece, oni neće imati drugih problema osim vas.“
- „Loše knjige mogao bi pisati svatko. Međutim, pisci su samo oni koji ih pišu.“

## Vanjske poveznice
- Informacija o njegovom grobu
- Aforizmi Duška Radovića
- Duško Radović na Myserbia.net[neaktivna poveznica]
- „Mali veliki život Dušana Radovića“[neaktivna poveznica], Milovan Vitezović, Večernje novosti, feljton, 2004.